# Manny Coto
Manny Coto (L'Avana, 10 giugno 1961 – Pasadena, 9 luglio 2023) è stato uno sceneggiatore, regista e produttore televisivo statunitense.

## Biografia
Manny Coto aveva un fratello più giovane che si chiama Juan Carlos Coto, anch'egli sceneggiatore.

## Carriera
Dopo essersi laureato all'American Film Institute Coto orientò il proprio lavoro e ottenne la sua massima esperienza nei generi televisivi fantascientifici e fantasy producendo e sceneggiando serie come Odyssey 5 (anche se questa serie in particolare fu di breve durata gli argomenti narrativi della stessa non passarono inosservati).
Nel 1988 comincia la sua carriera con la sceneggiatura di un episodio della serie televisiva Alfred Hitchcock presenta e da lì ha segnato la sua carriera di pietre miliari, una su tutte la sua partecipazione come produttore esecutivo e show runner della quarta e ultima stagione della serie televisiva Star Trek: Enterprise negli anni 2004 e 2005. Il suo lavoro fu riconosciuto da tutti gli appassionati della saga di Star Trek in quanto riuscì a chiudere il cerchio in sfaccettature della serie che in tanti anni erano rimasti trascurati e accantonati.
Dopo questo lavoro Coto divenne il produttore esecutivo delle ultime quattro stagioni di 24 e in seguito di tanti altri successi, sia serie televisive che lungometraggi per la televisione e per il cinema.
Nel 2006 ha ottenuto l'Emmy Award per 24 come migliore serie drammatica. e nel 2011 una nomination per Dexter

## Filmografia

### Attore

#### Serie TV
- Star Trek: Enterprise (1 episodio) (2005)

### Produzione

#### Film TV
- 24 (2008)

#### Serie TV
- Oltre i limiti (8 episodi) (1995)
- Strange World (13 episodi) (1999-2002)
- Odyssey 5 (19 episodi) (2002-2003)
- Star Trek: Enterprise (22 episodi) (2004-2005)
- 24 (93 episodi) (2005-2010)
- 24: Day Six - Debrief (5 episodi) (2007)
- The ½ Hour News Hour (17 episodi) (2007)
- Dexter (35 episodi) (2010-2012)

### Regia

#### Film
- Jack in the Box (1989)
- Playroom (1990)
- Fermate ottobre nero (1991)
- Dr. Giggles (1992)
- Star Kid (1997)

#### Film TV
- Vi presento l'altro me (The Other Me) (2000)
- Zenon - La nuova avventura (Zenon: The Zequel) – film TV (2001)

#### Serie TV
- Monsters (1 episodio) (1989)
- I racconti della cripta (1 episodio) (1991)

### Sceneggiatura

#### Film
- Dr. Giggles (1992)
- Accerchiati (1997)
- Star Kid (1997)

#### Serie TV
- Alfred Hitchcock presenta (1 episodio) (1988)
- I racconti della cripta (1 episodio) (1991)
- Brividi e polvere con pelleossa (1 episodio) (1993)
- Dead at 21 (episodi sconosciuti) (1994)
- Oltre i limiti (2 episodi) (1995)
- Strange World (2 episodi) (1999)
- Odyssey 5 (19 episodi) (2002-2003)
- Star Trek: Enterprise (14 episodi) (2003-2005)
- 24 (27 episodi) (2006-2010)
- The ½ Hour News Hour (17 episodi) (2007)
- Dexter (8 episodi) (2010-2012- in produzione)